# Taylor Hicks
Taylor Reuben Hicks (ur. 7 października 1976) – amerykański wokalista muzyki soul, twórca tekstów piosenek.
Hicks na początku swojej kariery był muzykiem niezależnym. Dopiero wygrana w piątym sezonie programu American Idol przyniosła mu dużą popularność i pozwoliła na współpracę z dużymi wytwórniami płytowymi.
Hicks rozpoczął współpracę z wytwórnią Arista Records, pod której szyldem 12 grudnia 2006 ukazał się album Taylor Hicks.

## Dyskografia
- In Your Time (1997)
- Under the Radar (2005)
- Taylor Hicks (2006)